# ملمع شفاه

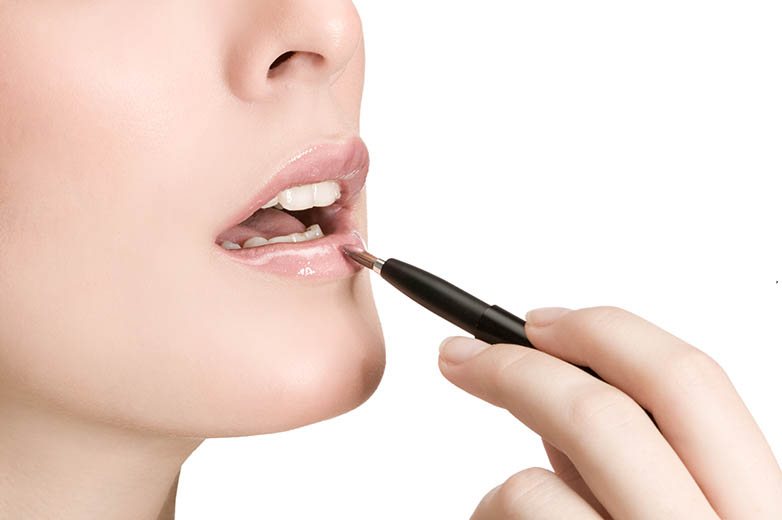
يتم تطبيق ملمع الشفاه باستخدام فرشاة الشفاه القابلة للسحب.

ملمع الشفاه أو الصِّقال هو منتج يستخدم بشكل أساسي لإعطاء الشفاه لمعانًا واضح، وفي بعض الأحيان لإضافة لون خفي. يتم توزيعه كسائل أو مادة صلبة ناعمة (لا يتم الخلط بينه وبين بلسم الشفاه، والذي عادة ما يكون له أغراض طبية أو مهدئة أو أحمر الشفاه، والذي يكون عمومًا مادة صلبة تشبه الكريمة والتي تعطي لونًا أكثر صبغة.) والمنتج هو متاح في نطاقات من الألوان القاتمة أو شفافة، ويمكن أن يكون لها العديد من الصور اللامعة والمتألقة والمعدنية.

## أنواعه
مثل أحمر الشفاه، يأتي ملمع الشفاه بأشكال متنوعة ويمكن تطبيقه بطرق مختلفة. يمكن وضعه في أسطوانة صغيرة وتطبيقه باستخدام عصا مدورة أو منحدرة (تُعرف باسم قضيب القدمين) أو بفرشاة شفاه مدمجة. يمكن أن تأتي في أنبوب بلاستيكي صغير ناعم وقابل للعصر مصمم لتمريره على الشفاه أو وضعه بواسطة فرشاة الإصبع أو الشفاه. يأتي الملمع في صورة صلبة أو شبه صلبة في صناديق أو أنابيب، وأحيانًا يصعب التمييز بين ملمع الشفاه وبلسم الشفاه.
يضيف ملمع الشفاه العادي ببساطة لمعانًا للشفاه بدون لون. يضيف ملمع الشفاه الملون مجموعة من الألوان. يحتوي ملمع الشفاه اللامع على قاعدة لمعان، مع أو بدون لون.
تحتوي الأنواع الجديدة من ملمع الشفاه «ممتلئ» على مكونات تجعل الشفاه تبدو أكثر نعومة وسمنة. هذه هي بديل رخيص وسهل، وغير ضار عادة إذا ما قورنت بالكولاجين، ريستيلان، يوفيدرم، أو حقن الدهون. أنها ليست فعالة، ولكن لأن الآثار مؤقتة.

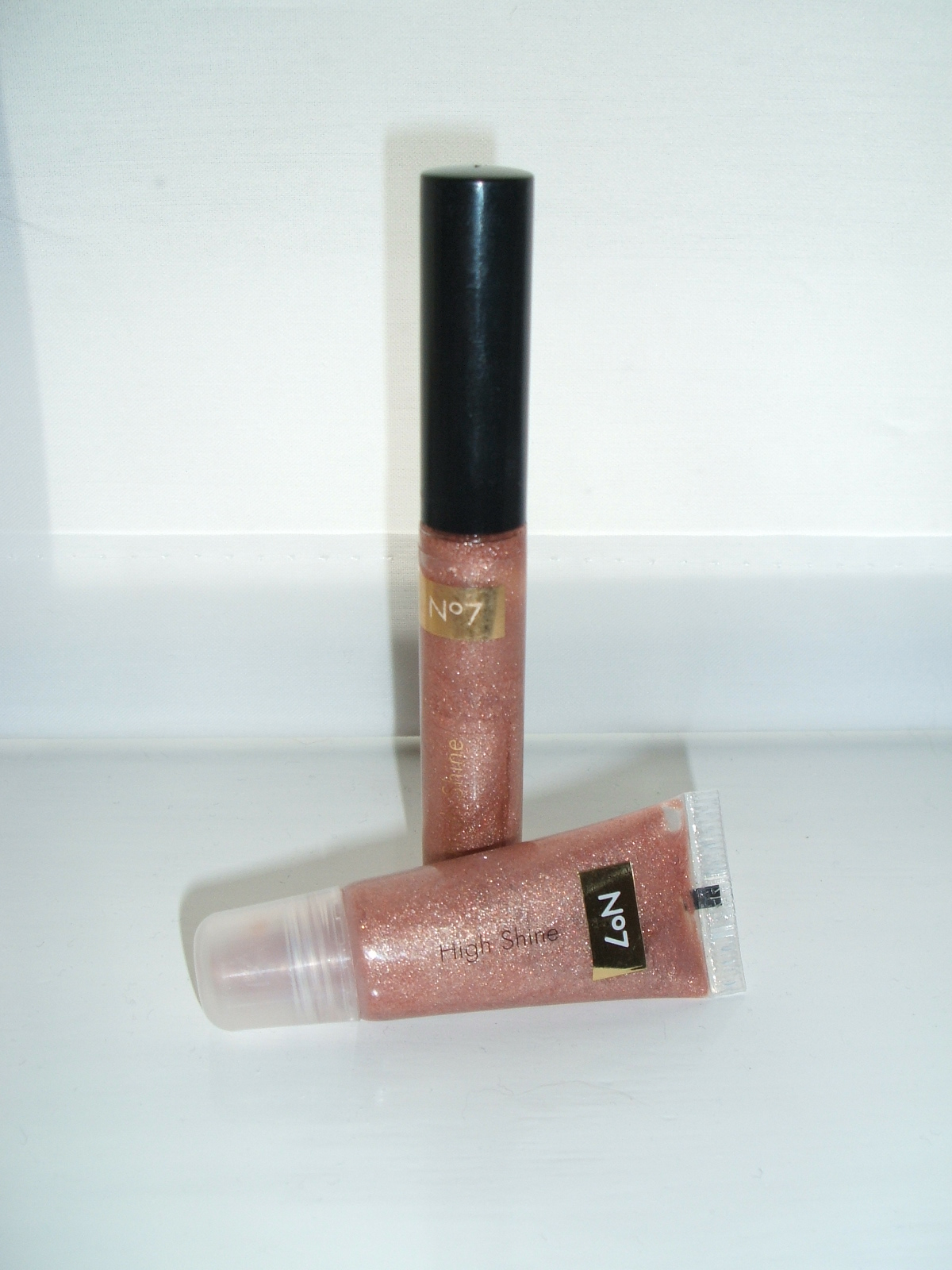
ملمع الشفاه في أنبوب قابل للعصر وأنبوب بفرشاه

غالبًا ما يتم استخدام ملمع الشفاه عندما يرغب شخص ما في الحصول على بعض الألوان على شفاهه، ولكنه لا يريد الحصول على تأثير كثيف ولون قوي للشفاه (أي مظهر «مكياج» أكثر)، كما ستنشئه أحمر الشفاه. وغالبا ما يستخدم ملمع الشفاه كمقدمة للماكياج. يمكنك العثور على ملمع الشفاه اللامعة الفاتحة في العديد من مقدمة مجموعات المكياج. غالبًا ما تستخدمه فتيات مراهقات وشابات يرغبن في وضع بعض المكياج، لكنهن صغيرات جدًا على أستعمال ألوان أحمر شفاه أكثر كثافة. شفة اللمعان شائعة أيضًا للشابات اللواتي لا يرغبن في أستعمال المكياج ولكن يجب عليهن حضور مناسبة رسمية. يمكن تطبيق ملمع الشفاه أعلى أحمر الشفاه لزيادة لمعان اللون، أو لإضافة عمق كما في حالة تلميع الملمع.

## مكوناته
مثل أحمر الشفاه، ملمع الشفاه هو مزيج من الشموع والزيوت والأصباغ. ومع ذلك، يحتوي ملمع الشفاه على عدد أقل من الأصباغ، وغالبًا ما تكون الألوان المستخدمة باهتة أو مخففة (<3٪). علاوة على ذلك، تتطلب طبيعة التدفق الحر للمنتج شمع أقل. المكونات الرئيسية هي اللانولين، الذي يشعر بالراحة على الشفاه بسبب صفاته الترطيبية ويضفي لمعانًا، والبولوتين. 

## تاريخه
اخترع ماكس فاكتور ملمع الشفاه في عام 1930. أراد إنشاء منتج للشفاه من شأنه أن يجعل الشفاه لامعة وبراقة للأفلام. عامل خلق ماكياج لصناعة السينما. قام بتطوير المكياج خصيصًا للممثلات اللاتي يقمن ببطولة أفلام سوداء وبيضاء. كانت المرأة مستوحاة من الممثلات السينمائية لتبني هذا الاتجاه ماكياج. هذا أدى إلى شعبية ملمع الشفاه. أول ملمع شفاه متاح تجاريا كان Max Factor's X-Rated ، الذي تم إطلاقه في عام 1932.تم بيع الصيغة الأصلية حتى عام 2003، عندما قامت بروكتر اند جامبل بإيقاف المنتج.
في عام 1973، قدمت بن بيل أول ملمع شفاه ذو نكهة، ليب سماكرز. كانت لعبة سما سمايلز لا تزال شائعة بين المراهقين الشباب. في البداية جاء سماكرز للشفاه بحجمين: صغير وكبير. يمكن الاحتفاظ بالصغار في الجيب والأخرى الكبيرة لها حبل للتسكع حول الرقبة. تم الإعلان عن أنه قبل موعد، يجب على الفتاة المراهقة اختيار النكهة المناسبة لأن ذلك سيكون أول ذوق لها عندما يقبل شفتيها.

## الأستفادة
المرطبات- يمكن استخدام العديد من المكونات المختلفة لجعل الشفاه تشعر بالنعومة وتضفي لمعانًا. تستخدم معظم الصيغ الزيوت (إما المستندة إلى المعادن أو الخضروات) أو مشتقات اللانولين أو البوليبوتين (نوع من الهيدروكربون الذي يحاكي السيليكونات). والمثير للدهشة أن السيليكون لا تستخدم بشكل شائع (يستخدم السيليكون في إضافة لمعان ونعومة للعديد من منتجات العناية بالشعر والبشرة).